# Guilherme III de Forcalquier
Guilherme III de Forcalquier ou também Guilherme III de Urgel (? - Avinhão, outubro de 1129) foi Conde de Forcalquier em 1129.

## Biografia
Com a morte de seu pai em 28 de março de 1092, o seu meio-irmão Armengol V de Urgell  (entre 1071 e 1075 - 14 de setembro de 1102), tornou-se Conde de Urgel e sua mãe foi viver para os territórios da Provença levando consigo Guilherme III de Forcalquier que ainda era muito jovem. Passou a viver em Forcalquier de que possuía título definitivo. Foi detentora do concelho da Provença com seus primos em indiviso Bertrand I da Provença e Beltrão II da Provença.
Bertrand II da Provença, o último representante varão da casa de Provence, morreu em 1093, e vinte e cinco anos mais tarde, havia três famílias com compropriedade na Provença, casa de Toulouse (com Afonso-Jordão de Toulouse (Trípoli, 1103 – Cesareia, abril de 1148), conde de Trípoli), uma de Barcelona (com Raimundo Berengário III de Barcelona (Rodez, Rouergue, 11 de Novembro de 1082 - Barcelona, 9 de Julho de 1131)) e a de Urgel (com Guilherme III de Forcalquier e Adelaide da Provença). 
Estas divisões territoriais desencadearam conflitos de interesse entre os Condes de Toulouse e os Condes de Barcelona que terminou em 1125 com uma parte da Provença dividida entre Toulouse (que tinha o marquesado de Provença, ao norte da Durance) e Barcelona (que era o concelho de Provença, a sul de Durance), excluindo a casa de Urgel. Estas tensões levaram rapidamente, após 1131 ao aparecimento de um novo participante, a casa de Baux, o que levou às Guerras de Baux entre 1144 e 1162.

## Relações familiares
Foi filho de Armengol IV de Urgel (1056 – 11 de março de 1092) e de Adelaide Forcalquier (1056 - Avinhão, 1129)
Casou-se com Gersende de Albon, filha de Guigues III de Albon (entre 1050 e 1060 - 1133), de que teve: 
1. Beltrão I de Forcalquier (? - 1144), casado com Josserande de Flotte.
2. Guigues de Forcalquier

## Bibliografa
- Edouard Baratier, Histoire de la Provence, Toulouse, Editions Privat, 1990, 604 p. (ISBN 2-7089-1649-1)